# Louin (Mississippi)
Pour les articles homonymes, voir Louin (homonymie).
Louin est une ville américaine située dans le comté de Jasper, dans le Mississippi. Selon le recensement de 2020, sa population est de 275 habitants.